# Цветноглазые

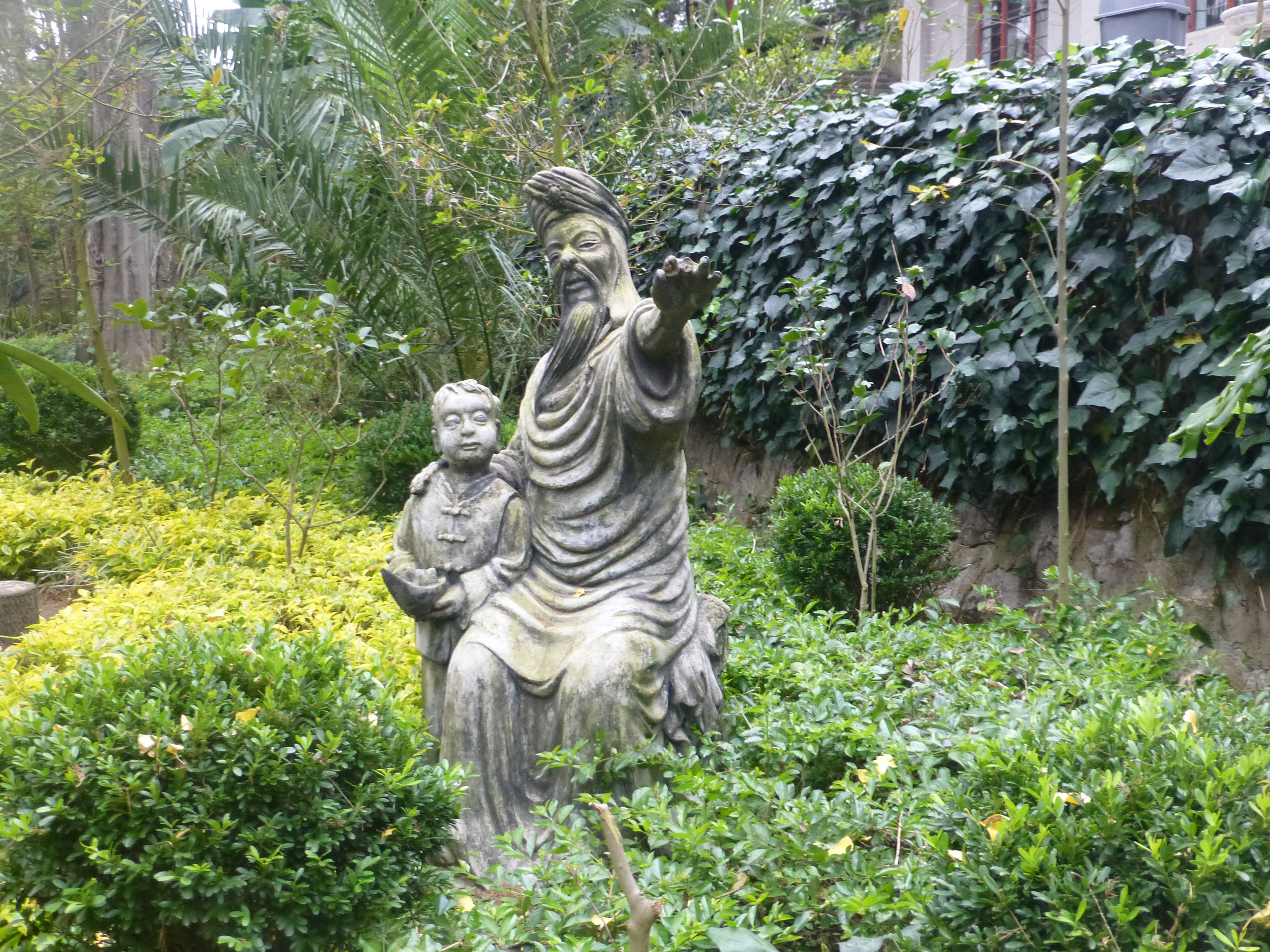
Ма Хаджи, чиновник династии Юань в Юньнани (потомок Сеид Аджаль Шамсуддина) и его молодой сын Ма Хэ, будущий адмирал Чжэн Хэ, как изобразил современный скульптор из Куньяна.

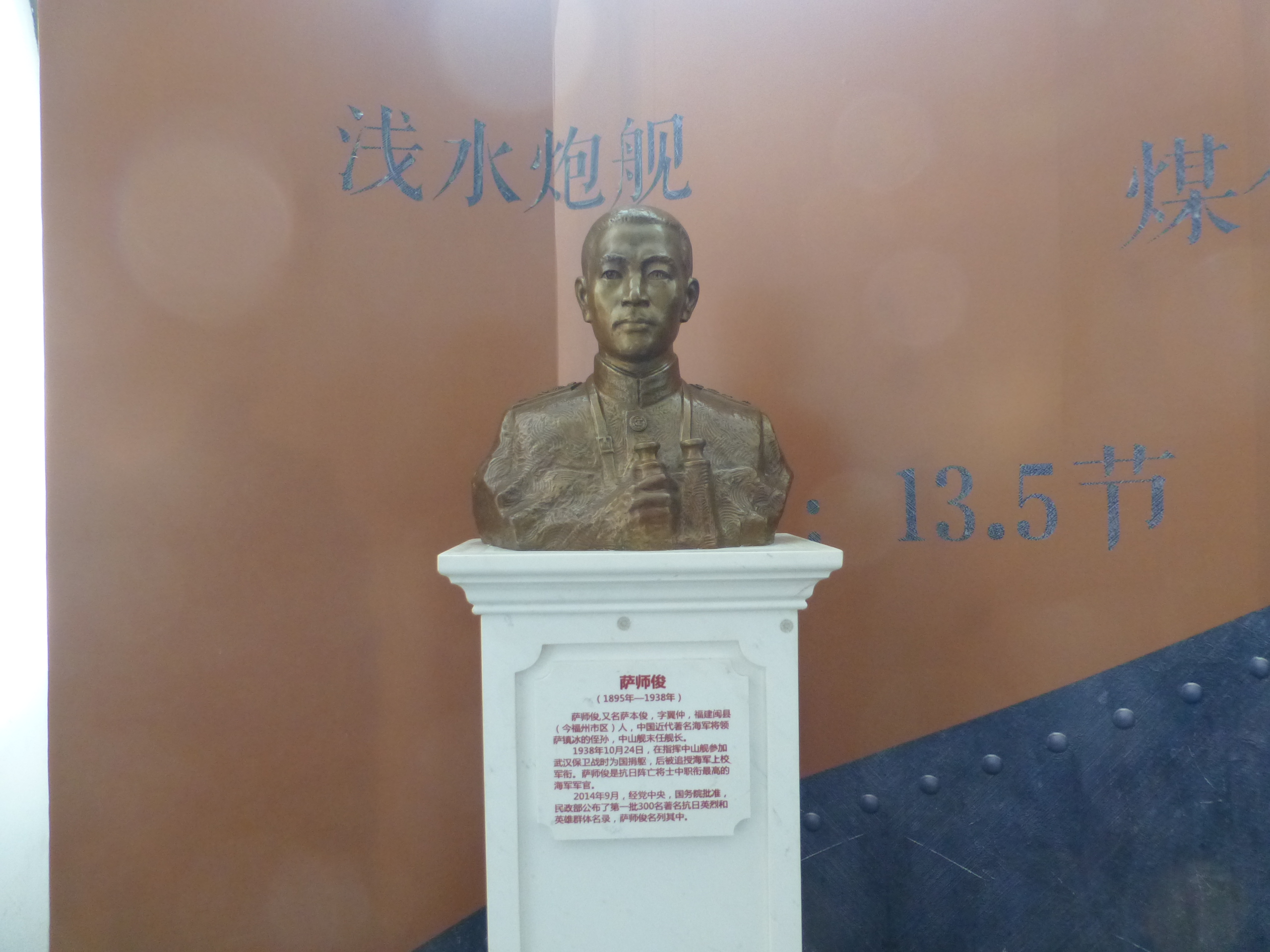
Капитан Са Шицзюнь (1895—1938), потомок фучжоуской ветви семьи Са из Яньмена (雁门萨氏)

Цветноглазые (кит. упр. 色目人, пиньинь sèmùrén, полностью 各色名目之人) — обозначение людей разных национальностей как отдельной группы населения при династии Юань со стороны монгольской администрации. Связано с недоверием монгольских правителей к этническим китайцам. На высшие административные должности в связи с этим предпочитали набирать грамотных людей из некитайского населения.
Название в популярном знании связано с тем, что, в отличие от китайцев, глаза этих людей могли быть разного цвета (хотя кареглазые также были в их среде). Однако полное название 各色名目之人 не предполагало обращения к цвету глаз, а значило буквально «разные». Смысл «цветноглазые» образовался благодаря сокращению полного термина.
«Цветноглазые» представляли собой подобие касты или сословия по признаку не-принадлежности к монголам и китайцам. Характерно в этой связи предоставление высокой должности юному Марко Поло. К этой же категории были отнесены тибетцы.
Однако в первую очередь слой «цветноглазых» составляли выходцы из мусульманских народов, среди которых доминировали тюрки, отчасти персы и арабы. К этому же слою относился антагонист Марко Поло при дворе Хубилая, Ахмед Фенакети. Впоследствии эта часть цветноглазых, сохранив свою религию, вошла в состав народа хуэйцзу.
Многие представители «цветноглазых» приняли китайскую культуру и сыграли значительную роль в её развитии.

## Юань
Государственные деятели
- Ахмед Фенакети
- Марко Поло
- Раббан Саума
- Саид Аджал ал-Дин Омар

Деятели культуры и искусства;
- Гао Кэгун
- Гуань Юньши
- Садула
- Ма Цзюгао
- Дин Ефу
- Есу Дирдинг

## Мин
Государственные деятели
- Чжэн Хэ

Деятели культуры и искусства
- Дин Хэнянь
- Ма Шицзюнь
- Цзинь Дачэн
- Дин Пэн